# Bombardier Flexity 2
Le Flexity 2 est un modèle de tramway articulé à plancher bas intégral du constructeur canadien Bombardier Transport. Il est le successeur de la gamme Flexity.
Bombardier a donné un contrat de licence à son concurrent CSR Puzhen pour lui permettre de fabriquer des tramways et de les vendre en Chine pour une durée d'au moins dix années.

## Caractéristiques

### Bogies
La gamme Flexity 2 est équipée de bogies Flexx Urban 3000 (moteurs et porteurs) succédant au bogies Flexx Urban 1000 des Flexity Outlook,.
| Caractéristiques techniques   | Caractéristiques techniques |
| Modèle                        | Flexx Urban 3000 (moteur et porteur) |
| ----------------------------- | --- |
| Écartement                    | 1 000–1 435 mm |
| Pivotant (degré)              | Oui (débattement) |
| Essieux                       | Classiques |
| Empattement                   | 1 850 mm |
| Diamètre roues neuves (usées) | 560–640 mm (500–540 mm) |
| Suspensions                   | |
| Roues élastiques              | Oui |
| Suspension primaire           | Caoutchouc-métal |
| Suspension secondaire         | 4 plots en caoutchouc et ressorts intégrés |
| Autres                        | Amortisseurs hydrauliques |
| Liaison caisse bogie          | Via les plots en caoutchouc de la suspension secondaire. |
| Motorisation                  | |
| Type                          | Bimoteur |
| Agencement                    | 2 moteurs de tractions entièrement suspendus au châssis du bogie couplés à une boite de réducteurs partiellement suspendue placés en extérieur longitudinalement entrainant chacun l'un des deux essieux. |
| Puissance                     | 2 × 125 kW |
| Équipement de freinage        | - Bogie moteur : 2 unités de frein à disque par bogie à fonctionnement hydraulique; - Bogie porteur : ...; - 2 patins de freins électromagnétiques.                                                       |
| Masse                         | - Bogie moteur 4,7–4,95 t |
| Charge à l'essieu admise      | 12 t |
| Vitesse maximum               | 80 km/h |
| Illustration                  | Bogie moteur d'un tramway du réseau de Blackpool. |

## Commercialisation
| Pays        | Ville               | Nombre | Années de livraison | Longueur        | Largeur | Observations - Particularités                                     |
| ----------- | ------------------- | ------ | ------------------- | --------------- | ------- | ----------------------------------------------------------------- |
| Australie   | Ville de Gold Coast | 18,    | 2014 & 2018         | 45 m            | 2,65 m  |                                                                   |
| Autriche    | Innsbruck           | 20     | 2017 - 2018         | 28 m            |         |                                                                   |
| Belgique    | Anvers              | 48,    | 2014 - 2016         | 31,4 m          | 2,30 m  |                                                                   |
| Belgique    | Anvers              | 14,    | 2015 - 2016         | 42,7 m          | 2,30 m  |                                                                   |
| Belgique    | Gand                | 26,    | 2014 - 2016         | 42,7m           | 2,30 m  |                                                                   |
| Chine       | Nankin              | 15     | 2014                | 32 m            | 2,65 m  |                                                                   |
| Royaume-Uni | Blackpool           | 16     | 2011 - 2012         | 32,23 m         | 2,65 m  |                                                                   |
| Suisse      | Bâle                | 61     | 2014 - 2017         | 31,8 m + 43,2 m | 2,30 m  | 44 unités à 43,2 m et 17 unités à 31,8 m pour les lignes 15 et 16 |
| Suisse      | Zurich              | 70     | 2018 - 2023         | 43 m            | 2.30 m  |                                                                   |
| Australie   | Melbourne           | 100    | 2025 - ?            |                 |         |                                                                   |